# Szymon Wysocki (muzyk)
Szymon Wysocki (ur. 1968) – polski muzyk i kompozytor, a także producent muzyczny i inżynier dźwięku.

## Działalność
W latach 1990–1994 współpracował z grupą De Mono jako instrumentalista (instrumenty klawiszowe), realizator i producent. Wraz z zespołem wydał w 1992 album Stop.
Gdy w 1992 lider grupy, Marek Kościkiewicz, założył zespół Nazar, Wysocki komponował muzykę do piosenek jego zespołu. Wydany w 1993 album Extazee! otrzymał nominację do Fryderyka.
Jest twórcą muzyki do reklam, programów telewizyjnych i filmów.

## Muzyka filmowa
- komedie w reżyserii Olafa Lubaszenki Poranek Kojota i Chłopaki nie płaczą
- Zostać miss – serial Polsatu
- Miasteczko – serial TVN
- Pogoda na piątek – serial TVP

## Muzyka telewizyjna
- Teleexpress TVP1 (2000–2006)
- Wiadomości TVP1 (2002–2004)
- Panorama TVP2 (1999–2001)
- Oprawa muzyczna Kino Polska (2013-obecnie)[3]
- Oprawy Muzyczne MiniMini+ (2010–2012, 2012-obecnie)[4][5]
- Oprawa muzyczna kanałów FilmBox (2013-obecnie)[6]
- Oprawa muzyczna Stopklatka TV (2014–2017)[7]
- Oprawa muzyczna Kuchnia.TV (2010–2012)[8]
- teleturnieje: Kochamy polskie seriale i Kochamy polskie komedie w TVP1
- oprawa muzyczna TVP Polonia
- magazyn Nie do wiary w TVN